# Leandro Botasso
Leandro Botasso (23 de abril de 1986) é um ciclista profissional argentino, medalhista pan-americano nos Jogos do Rio 2007 e Guadalajara 2011.